# Streitmandl
Das Streitmandl gehört mit 2360 m ü. A. zu den höheren Gipfeln im Tennengebirge in den nördlichen Kalkalpen.

## Lage
Das Streitmandl bricht nach allen Seiten mit Schrofen- und Felsflanken ab; im Süden schließt sich der markante Werfener Hochthron an und im Westen erhebt sich das wulstige Raucheck, während der Berg im Norden und Osten unmittelbar in das weitläufige Karstplateau des Tennengebirges übergeht.
Es handelt sich streng genommen um drei direkt aufeinander folgende Gipfel, welche fast gleich hoch sind und durch einen gut begehbaren Felsgrat verbunden sind. Auf dem Mittleren Streitmandl steht ein Gipfelkreuz und die kleine Edelweißerhütte, das Vordere Streitmandl ⊙ bildet den Grat zu Hiefler–Raucheck und Hochthron, das  Hintere Streitmandl ⊙ leitet nach Norden zur Streitmandlscharte (2323 m ü. A. ⊙).

## Routen
Das Streitmandl zählt wie die meisten übrigen Berge im Tennengebirge zu den leicht ersteigbaren, also ohne Kletterei erreichbaren Gipfeln.
Obwohl recht abgeschieden, wird der Gipfel häufig bestiegen, meistens im Zuge einer Plateauüberschreitung oder in Verbindung mit dem Raucheck, jedoch selten als eigenständige Bergtour. Vom höchsten Punkt bietet sich ein umfassendes Panorama. Die Edelweißerhütte macht ein solches Erlebnis leicht möglich, sie wird allerdings nicht bewirtschaftet. Im Winter ist das Streitmandl ein lohnendes Ziel bzw. beliebter Rastpunkt von Skitouren.
Die wichtigsten Routen sind:
- Von der Wengerau, Gehzeit: 4 Stunden, Höhenunterschied: 1.400 Meter – Eine landschaftlich nicht zu überbietende, wundervolle Route beginnt in der Wengerau bei Werfenweng. Der Anstieg führt über die Elmaualm zunächst zur Werfener Hütte. Es folgt ein schwieriger Aufstieg über die Thronleiter und das Throntal auf das Plateau. Anschließend über Schrofen- und Karstgelände zur Edelweißerhütte auf dem Streitmandl. Durchgehend markiert und im Throntal (I nach UIAA) mit Eisenleiter und Drahtseilen gesichert.
- Vom Mahdegg, Gehzeit: 3½ Stunden, Höhenunterschied: 1.200 Meter – Der kürzeste und klassische Weg, welcher weitgehend steil und anstrengend ist, beginnt am Unterholzbauern knapp unterhalb der Mahdegg-Alm. Der Aufstieg führt über den Eiskeller und das Fieberhornkar zur Grießscharte und weiter auf das Plateau. Anschließend über Schrofen- und Karstgelände zur Edelweißerhütte auf dem Streitmandl. Durchgehend markiert und an den schwierigen Stellen (I nach UIAA) mit Drahtseilen gesichert.
- Von der Eisriesenwelt, Gehzeit: 4½ Stunden, Höhenunterschied: 900 Meter – Dem Höhenunterschied nach der leichteste Weg, der Schwierigkeit nach jedoch der anspruchsvollste. Vom Dr.-Friedrich-Oedl-Haus nahe der Eisriesenwelt geht es auf dem Hochkogelsteig (II nach UIAA, aber gesichert) zu einer Jagdhütte auf dem Plateau. Danach rechts weiter (nicht zum Leopold-Happisch-Haus absteigen) und über einen langen Höhenrücken vorbei am Lehnenden Stein, Raucheck und Hiefler zuletzt steiler zur Edelweißerhütte auf dem Streitmandl. Durchgehend markiert und an schwierigen Stellen gesichert.